# 列寧格勒灣
70°00′S 12°30′E / 70.000°S 12.500°E
列寧格勒灣是南極洲的海灣，位於東部南極洲的毛德皇后地，該海灣在1959年被蘇聯極地探險隊繪入地圖，以該國城市聖彼得堡命名。